# 鹽田町站

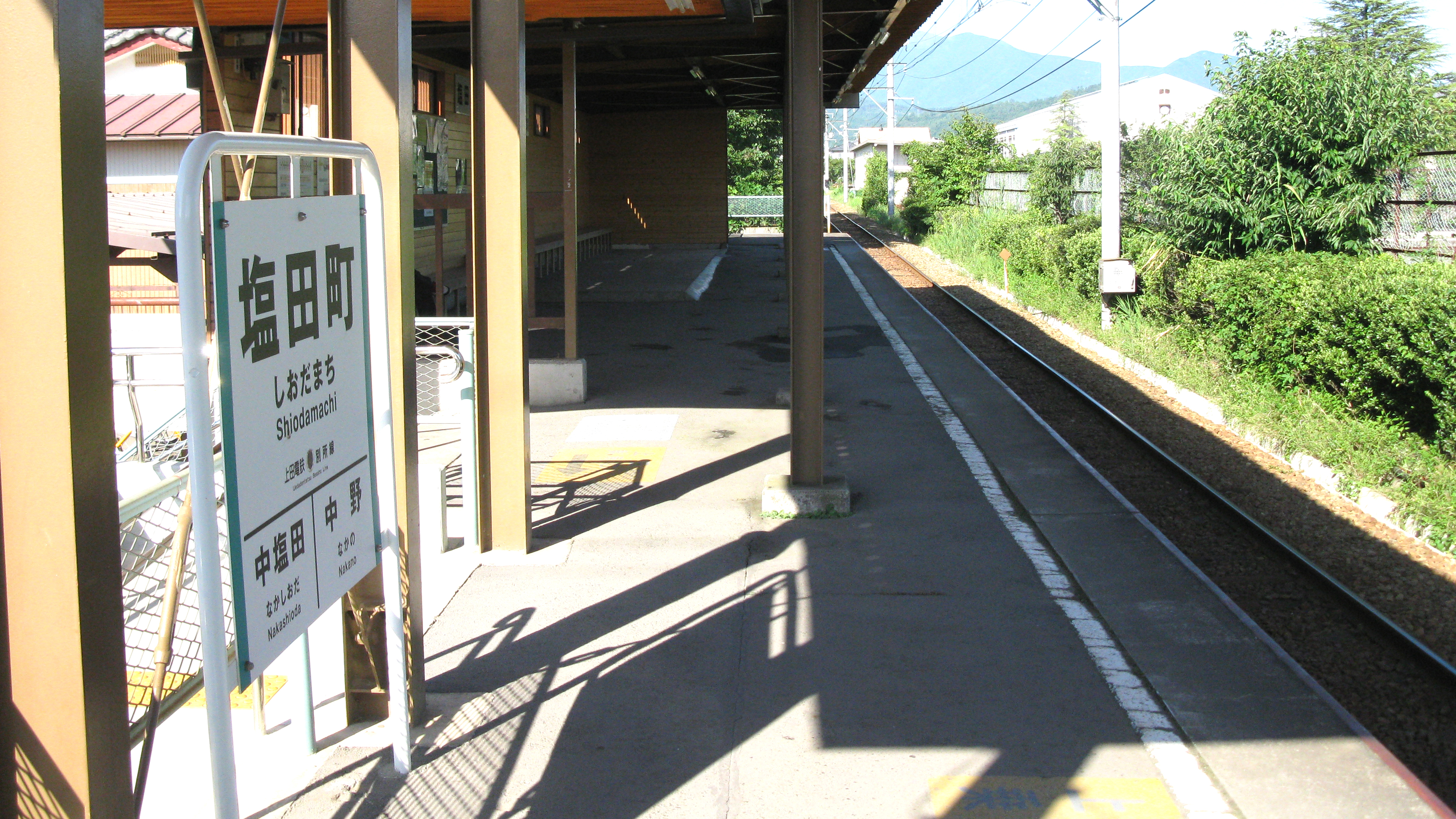
月台（2011年9月）

鹽田町站（日语：／ Shiodamachi eki */?）是位於長野縣上田市中野，屬於上田電鐵的別所線車站。車站編號為BE11。

## 歷史
- 1934年（昭和9年）7月14日：[2][3] 上田溫泉電軌川西線上本鄉站啟用[1]。
- 1939年（昭和14年）
  - 3月19日：路線名稱變更，川西線改名為別所線。
  - 9月1日：公司名稱改變，成為上田電鐵的車站。
- 1943年（昭和18年）10月21日：公司合併，成為上田丸子電鐵的車站。
- 1965年（昭和40年）：車站改名為鹽田町站[1]。
- 1969年（昭和44年）5月31日：公司名稱改變，成為上田交通的車站。
- 1993年（平成5年）5月：成為無人車站。
- 2009年（平成21年）9月10日至11月10日：車站大樓進行翻新工程[1]。

## 車站構造
此站是地面車站，設有1面1線單式月台。此站在600V→750V時代設有站房與當值的職員。1960年，此站的站房進行翻新，並升壓至1500V後，站內仍有職員當值。在引入7200系電動列車後，此站於1993年5月起成為無人車站。現時站房已遭拆毀。

## 使用狀況
以下為近年一日平均乘車人次列表。
| 年度   | 一日平均 乘車人次 |
| ------ | ----------------- |
| 2010年 | 154               |
| 2011年 | 152               |
| 2012年 | 141               |
| 2013年 | 146               |
| 2014年 | 153               |
| 2015年 | 157               |
| 2016年 | 159               |
| 2017年 | 161               |

## 車站周邊
車站位於舊小縣郡中鹽田村與舊鹽田町的中心。該處被稱為「信州之鎌倉」，也是與北條氏有關的地方。該地區一段名為鹽田平。此站是觀光的據點車站，附近一帶設有被指定為重要文化財的三重塔、前山寺、龍光院、中禪寺和無言館等觀光景點。
- 上田巴士鹽田線「鹽田町站」巴士站
- 上田市政廳鹽田地區自治中心[1]
- 上本鄉郵局
- 上田市立中鹽田小學
- 上田市立鹽田中學[1]
- 鹽田醫院[1]
- JA信州上田（日语：信州うえだ農業協同組合） A-Coop（日语：Aコープ） Core鹽田店
- 無言館（日语：無言館）[1]

## 巴士路線
站前設有「鹽田町站」巴士站，但只可容納小型巴士。
上田巴士
- 鹽田線
- 橘子巴士（西鹽田路線）

### 取消路線
上田巴士
- 信州之鎌倉穿梭巴士（4月1日～11月30日服務）
  - 在2021年4月30日結束服務。同年5月1日起改開「信州上田地脈線」，行走於下之鄉站、別所溫泉站與別所溫泉（日语：別所温泉）之間（於4月1日～11月30日服務）[5]。

## 相鄰車站
上田電鐵
■別所線
中鹽田（BE10）－鹽田町（BE11）－中野（BE12）

## 注腳
1. 1 2 3 4 5 6 7 8 9 10 11  信濃毎日新聞社出版部. . 信濃毎日新聞社. 2011-07-24: 334. ISBN 9784784071647 （日语）.
2. 1 2  《上田丸子電鉄小史》昭和28年12月發行
3. 1 2  別所線に乗ろう！　別所線の歴史 （页面存档备份，存于）（日語） 2015年2月4日　上田市役所
4. ↑  《長野縣統計書》各年度版
5. ↑  信州の文化遺産と歴史を訪ねて…　信州上田レイライン線のご案内 （页面存档备份，存于）（日語）上田巴士

## 外部連結
- 鹽田町站（BE11） | 上田電鐵株式會社 （页面存档备份，存于）（日語）